# Salicaceae
Las salicáceas (Salicaceae), es una familia de plantas perteneciente al orden Malpighiales. La componen árboles o arbustos caducifolios y dioicos. Hojas alternas, simples, estipuladas. Flores inconspicuas, unisexuales, aclamídeas, acompañadas de brácteas y reunidas en amentos péndulos o erectos. Principalmente anemófilos y secundariamente entomófilos (Salix); periantio copiforme o nulo, androceo con 2-10 estambres; gineceo bicarpelar sincárpico de carpelos abiertos; numerosos óvulos; flores acompañadas de brácteas. Frutos en cápsula loculicida, que se abre mediante 2-4 valvas; con semillas numerosas, pequeñas, orladas de pelos (diseminación anemócora), con corto poder germinativo. Reproducción vegetativa importante. 
Comprenden unas 300 especies de climas templados y fríos, principalmente del hemisferio boreal. Forman choperas y saucedas de ribera.

## Géneros
| - Abatia - Aphaerema - Azara - Banara - Bartholomaea - Bembicia - Bennettiodendron - Bivinia - Byrsanthus - Calantica - Carrierea - Casearia - Chosenia - Dissomeria - Dovyalis - Euceraea - Flacourtia - Gerrardina - Hasseltia | - Hasseltiopsis - Hecatostemon - Hemiscolopia - Homalium - Idesia - Itoa - Laetia - Lasiochlamys - Ludia - Lunania - Macrohasseltia - Mocquerysia - Neopringlea - Neoptychocarpus - Olmediella - Oncoba - Ophiobotrys - Osmelia - Phyllobotryon - Phylloclinium - Pineda | - Pleuranthodendron - Poliothyrsis - Populus - Priamosia - Prockia - Pseudoscolopia - Pseudosmelia - Ryania - Salix - Samyda - Scolopia - Scyphostegia - Tetrathylacium - Tisonia - Trimeria - Xylosma - Zuelania |